# Rosalynn Carter
Eleanor Rosalynn Carter, född Smith den 18 augusti 1927 i Plains i Georgia, död där 19 november 2023, var från 7 juli 1946 till sin död gift med Jimmy Carter, USA:s president 1977–1981. Hon var sålunda USA:s första dam under dessa år.
Makarna Carter hade fyra barn: Jack (f. 1947), James Earl III "Chip" (f. 1950), Jeffrey (f. 1952) och Amy (f. 1967). Rosalynn Carter engagerade sig också starkt i hälso- och hälsovårdsfrågor.